# Bredvingat skogsfly
Bredvingat skogsfly, Xestia atrata,  är en fjärilsart som först beskrevs av Herbert Knowles Morrison 1875. Bredvingat skogsfly ingår i släktet Xestia, och familjen nattflyn, Noctuidae.  Enligt rödlistan i respektive land är arten starkt hotad, EN, i både Sverige och Finland. Fyra underarter finns listade i Catalogue of Life, Xestia atrata filipjevi Sheljuzhko, 1926, Xestia atrata haraldi Fibiger, 1997 Xestia atrata montana Kononenko, 1984 och Xestia  atrata yukona McDunnough, 1921.

## Beskrivning
Det bredvingade skogsflyet har smal, brunsvart kropp och stora, mörka vingar med ljusare markeringar längs den främre kanten och zigzagformade teckningar på framvingarna. Vingbredden varierar mellan 36 och 40 mm. 

## Utbredningsområde
Bredvingat skogsfly har en cirkumpolär utbredning i den subarktiska regionen. Utbredningen är fragmenterad men omfattar sannolikt hela den subalpina taigaregionen. I Sverige hittas arten endast i ett område i Härjedalen och i Finland endast vid Kuusamo i östra Finland. Den begränsade utbredning arten har i Sverige har gjort att arten inte noterades i Sverige förrän 1994 och Finland noterades arten först 1999. Arten är trots detta troligen inte en sentida invandrare i Fennoskandien.

## Livsmiljö
Arten är knuten till urskogsartade skogar i subalpin taiga. Det behövs också inslag av öppen stenig terräng och rik örtflora.